# Welgesheim
Welgesheim är en kommun och ort i Landkreis Mainz-Bingen i förbundslandet Rheinland-Pfalz i Tyskland.
Kommunen ingår i kommunalförbundet Verbandsgemeinde Sprendlingen-Gensingen tillsammans med ytterligare nio kommuner.